# Lophophytum
Lophophytum es un género con cuatro especies de plantas parásitas, perteneciente a la familia Balanophoraceae.

## Taxonomía
El género fue descrito por Schott & Endl.  y publicado en Meletemata Botanica 1. 1832. La especie tipo es: Lophophytum mirabile

## Especies
| - Lophophytum bolivianum - Lophophytum leandri - Lophophytum mirabile - Lophophytum weddelii |